# Бартлетт, Стивен (бизнесмен)
Стивен Клифф Бартлетт (род. в августе 1992 г.) — британский бизнесмен, предприниматель и телеведущий. Является соучредителем компании Social Chain. В 2022 году начал появляться в качестве инвестора бизнес-программы и реалити-шоу «Логово драконов» (англ.Dragons' Den) на канале BBC One и стал его самым молодым генеральным директором.

## Ранние годы и образование
Младший из четырёх братьев и сестёр, Бартлетт родился в Ботсване в семье британского отца и нигерийской матери, которая была полуграмотной, так как бросила школу в возрасте семи лет. Семья переехала в Плимут, графство Девон, где они «боролись за выживание в финансовом плане» и, будучи смешанной семьёй в преимущественно белом районе, столкнулись с насилием на расовой почве и нападениями, включая поджог их автомобиля. В интервью The Sunday Time Бартлетт поделился воспоминаниями о годах, проведённых в школе: «Я был практически единственным чернокожим ребёнком в полностью белой школе, я расчёсывала волосы, чтобы они были прямыми, пытаясь быть настолько белым, насколько это возможно в этом возрасте, потому что я действительно не понимал, что это значит, быть другим». Стивена Бартлетта исключили из школы в возрасте 17 лет, первый курс Манчестерского университета он оставил сам. В Плимуте он вырос и посещал среднюю школу. Стивен Бартлетт поступил в Городской университет Манчестера, но бросил учёбу после первой лекции..

## Карьера
Университет в 21 год Барлетт оставил для того, чтобы создать одну из самых влиятельных социальных сетей в мире. В марте 2021 года Бартлетт опубликовал книгу «Счастливый сексуальный миллионер: неожиданные истины о самореализации, любви и успехе». В книге, ставшей бестселлером, он пишет, что «стал счастливым обладателем миллионов, когда понял» что «единственной вещью, которая имела наибольшие шансы помешать мне им стать», было осознание собственных проблем. По его словам, «самосознание — это осознание того, что противника нет — вы боретесь против себя». Барлетт пишет в книге, что когда он перестал ощущать себя «18-летним, чёрным, сломленным, одиноким, неуверенным в себе, бросившим университет» молодым человеком, это помогло ему достичь «исполнения желаний, любви и успеха».
В 2013 году Бартлетт основал компанию Wallpark.
В 2014 году Стивен Бартлетт вместе с Домиником МакГрегором создал компанию Social Chain, занимающуюся маркетингом в социальных сетях. Головной офис находится в Манчестере. За шесть лет он превратил инновационную социальную сеть и маркетинговую фирму «The Social Chain» в международное агентство, котирующееся на Дюссельдорфской фондовой бирже.
В 2017 году он создал серию подкастов под названием «Дневник генерального директора», в которой приняли участие Лиам Пейн и Том Бломфилд . По состоянию на 2021 год это самый скачиваемый бизнес-подкаст в Европе. В нём участвовали такие британские предприниматели, как Бен Фрэнсис, Ли Чемберс и Грейс Беверли, а также другие общественные деятели, включая бывшего министра здравоохранения Великобритании Мэттью Хэнкока и канадского психолога Джордана Петерсона.
В 2019 году Social Chain и немецкий интернет-магазин Lumaland объединились в The Social Chain AG, акции которой были зарегистрированы на Дюссельдорфской фондовой бирже Бизнес был оценён более чем в 200 миллионов долларов.. В 2020 Бартлетт покинул компанию.
В 2019 году он снялся в сериале Channel 4 «Тайный учитель», работая учителем под прикрытием в школе недалеко от Ливерпуля.
В декабре 2020 года создал компанию прямых инвестиций под названием Catena Capital, затем вошёл в совет директоров компании по замене продуктов питания Huel с оборотом 72 миллиона фунтов стерлингов.
В мае 2021 стало известно, что 28-летний Бартлетт станет самым молодым инвестором в шоу BBC Dragons' Den. Он стал самым молодым генеральным директором бизнес-программы британского реалити-шоу BBC «Логово драконов» (англ. Dragon's Den).
В 2021 году Бартлетт выпустил свою дебютную книгу Happy Sexy Millionaire (Счастливый Сексуальный Миллионер), ставшую бестселлером Sunday Times .

### Награды
В 2018 году цифровое сообщество маркетологов Econsultancy назвало его «Самой влиятельной фигурой в отрасли». В 2020 году был введён в Зал славы Манчестера. В этом же году был включен в список Forbes 30 Under 30. Бартлетт выступал в качестве спикера более 400 раз, в том числе в Организации Объединённых Наций, SXSW® (ежегодное мероприятие в Остине, США) и на конференциях Ted Talk (американский частный некоммерческий фонд).